# Petőfi István
Petőfi István (Szabadszállás, 1825. augusztus 18. – Csákó, 1880. április 30.) költő, mezőgazdász, Petőfi Sándor egyetlen testvére. Hozzá íródott az István öcsémhez című vers.

## Élete
Petrovics István mészárosmester és Hrúz Mária fia. Gyermekkorát Kiskunfélegyházán és Szabadszálláson töltötte. Később Pesten és Aszódon is együtt járt iskolába Sándor bátyjával. Három gimnáziumi osztály végeztével félbe szakította tanulmányait, hogy apjának segíthessen mészáros üzletében, később pedig Kunszentmiklóson és Várpalotán dolgozott mészárosként. Bátyja hatására verset írt, nyelveket tanult, franciát és németet.
1848 júniusában a 6. honvédzászlóalj önkéntese lett. 1849 júliusában már századosi rangban harcolt. Bátyjával anyjuk temetésén találkozott utoljára. Jelen volt a világosi fegyverletételnél. Büntetésből besorozták közlegénynek a császári seregbe, és 1850-ben Schleswig-Holsteinba küldték; de egy év múlva szabadságolták, ekkor Péterváradra ment mesterségét folytatni. A forradalom évei alatt jelentek meg első versei.
1853-ban politikai szervezkedés vádjával (gyanús tartalmú levelet találtak nála, amelyet egy katonatársa megbízására vitt Pestre) három évi sáncmunkára ítélték, amit Theresienstadtban és Prágában töltött le. Szabadulása után még Brünnben is kellett katonáskodnia.
Bátyja apósának, Szendrey Ignácnak közbenjárására 1857-ben érdi és vértesi Gaylhoffer János dánosi birtokára került nevelőnek, itt ismerkedett meg későbbi feleségével, a szerelemnek köszönhetően újra írni kezdett. 1858 őszétől idősebb Geist Gáspár (1817–1872) hívására a 3400 holdas csákói birtok ispánja lesz. Szorgos munkával a birtokot mintagazdasággá fejleszti. Részt vett a Békés vármegyei Gazdaegylet, majd 1867-től a Békés megyei Honvédegylet munkájában.
1858-tól ő lett a gyámja Petőfi Sándor és Szendrey Júlia fiának, Petőfi Zoltánnak.
Öt évi udvarlás után, 1863-ban feleségül vette érdi és vértesi Gaylhoffer Antóniát (1841–1918). Felesége azonban 2 hónap múlva visszaköltözött szüleihez, mert rájött, hogy férje nem tud szabadulni egy csákói asszonytól, Schneider Erzsébettől. Miután családi élete zátonyra futott, komorrá, zárkózottá, emberkerülővé vált. Bántotta az is, hogy Szendrey Júlia nem tudta kézben tartani fiát, aki nem találta helyét anyja második házasságában. Petőfi Zoltán sok időt töltött Csákón. Petőfi István megpróbálta szigorúan nevelni, de be kellett látnia, hogy Zoltán méltatlanná vált apja emlékéhez, az élvezeteket hajszolta.
1864-től Petőfi István lett az egész birtok jószágigazgatója. Élete leghosszabb szakaszát, 22 évet Csákón töltötte el. Mindvégig büszke volt bátyjára, ápolta emlékét. Szendrey Júlia és Petőfi Zoltán halála után Petőfi-ügyekben ő képviselte a családot. Jókai Mórral és Gyulai Pállal baráti viszonyban volt. A Petőfi Társaság tagja lett, Bajza József később verseit is kiadta.
1872-ben – Geist Gáspár halála után – a Kondoroshoz közeli Nagymajorba költözött. 1875-ben ő lett a község pénztárosa. Megtakarításaiból Dévaványán 400 holdas birtokot vásárolt, de ezt már nem élvezhette, mert 1880-ban, csaknem 55 éves korában váratlanul meghalt. Csákón temették el, majd 1908-ban holttestét a budapesti Kerepesi temetőben helyezték el. Fehérmárvány sírköve a kondorosi iskolaközpont udvarán van.
A szarvasi és csákói szájhagyomány szerint volt egy törvénytelen gyermeke, aki 1876-ban született az egyik ispán megözvegyült feleségétől. Mivel Petőfi István sohasem vált el feleségétől, a gyermeket nem vállalhatta, így a három évvel korábban elhalt ispán nevén, Bartl Istvánként anyakönyvezték. Feltehetően ő volt az utolsó Petőfi-vér, de az első világháború környékén neki is nyoma veszett.

## Versei, írásai
- A Petőfi Társaság költőinek antológiája, Singer és Wolfner Irodalmi Intézet Rt., Bp., 1942
- Lovagolok fűzfasípot fújva…, Félegyházi versgyűjtemény, Városi Önkormányzat, Kiskunfélegyháza, 1992
- Petőfi koszorúi, Versek, vélekedések, vallomások Petőfiről, Magvető Könyvkiadó, Bp., 1973
- Így élt Petőfi I–V., Akadémiai Kiadó, Budapest, 1957

## Emlékezete

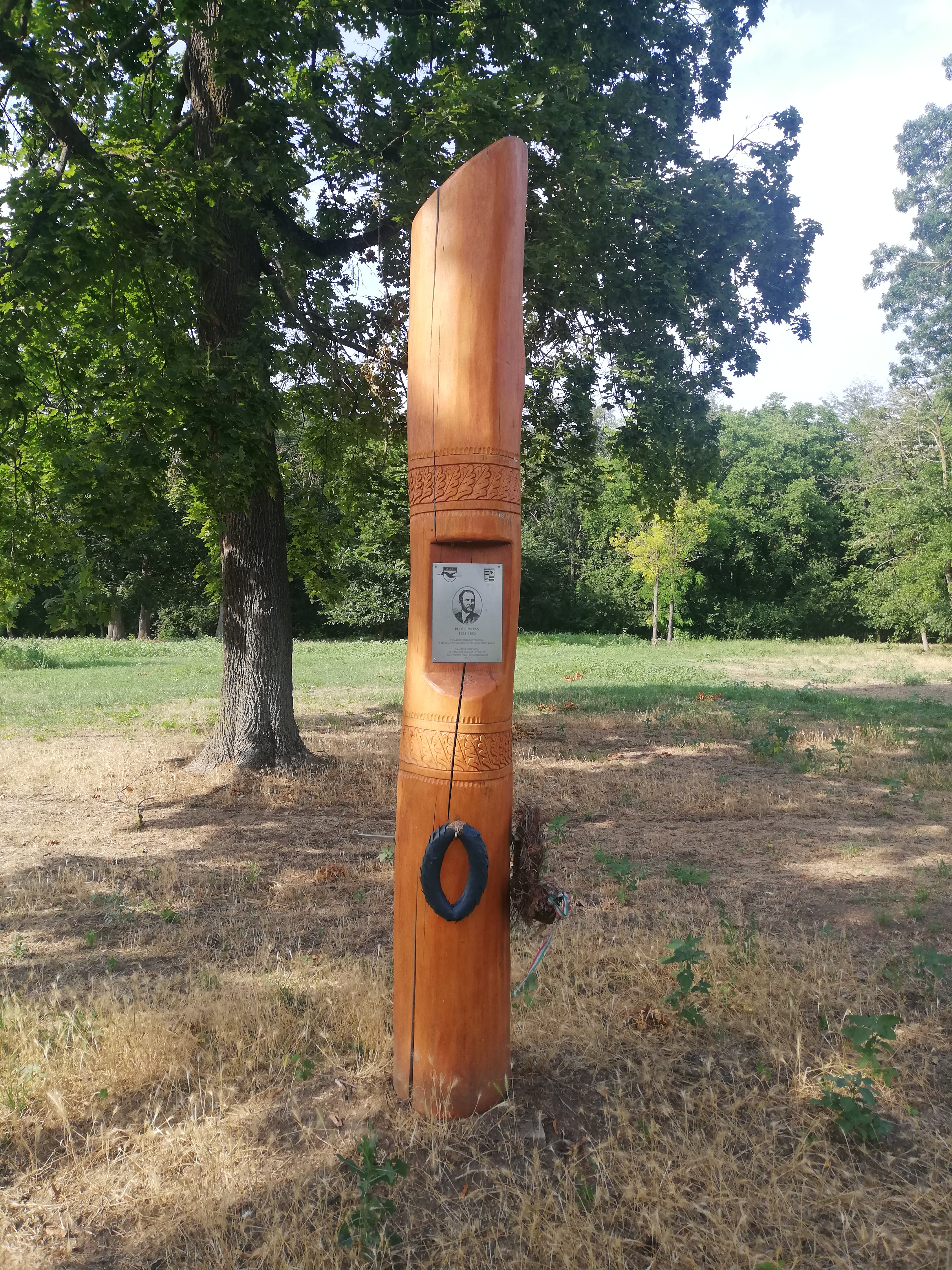
Emlékhelye a kondorosi Batthyány–Geist-kastély kertjében

- Kondoroson, a Batthyány–Geist-kastély kertjében, ahol haláláig jószágigazható volt 2022-ben avatták fel emlékoszlopát[2]

## Galéria

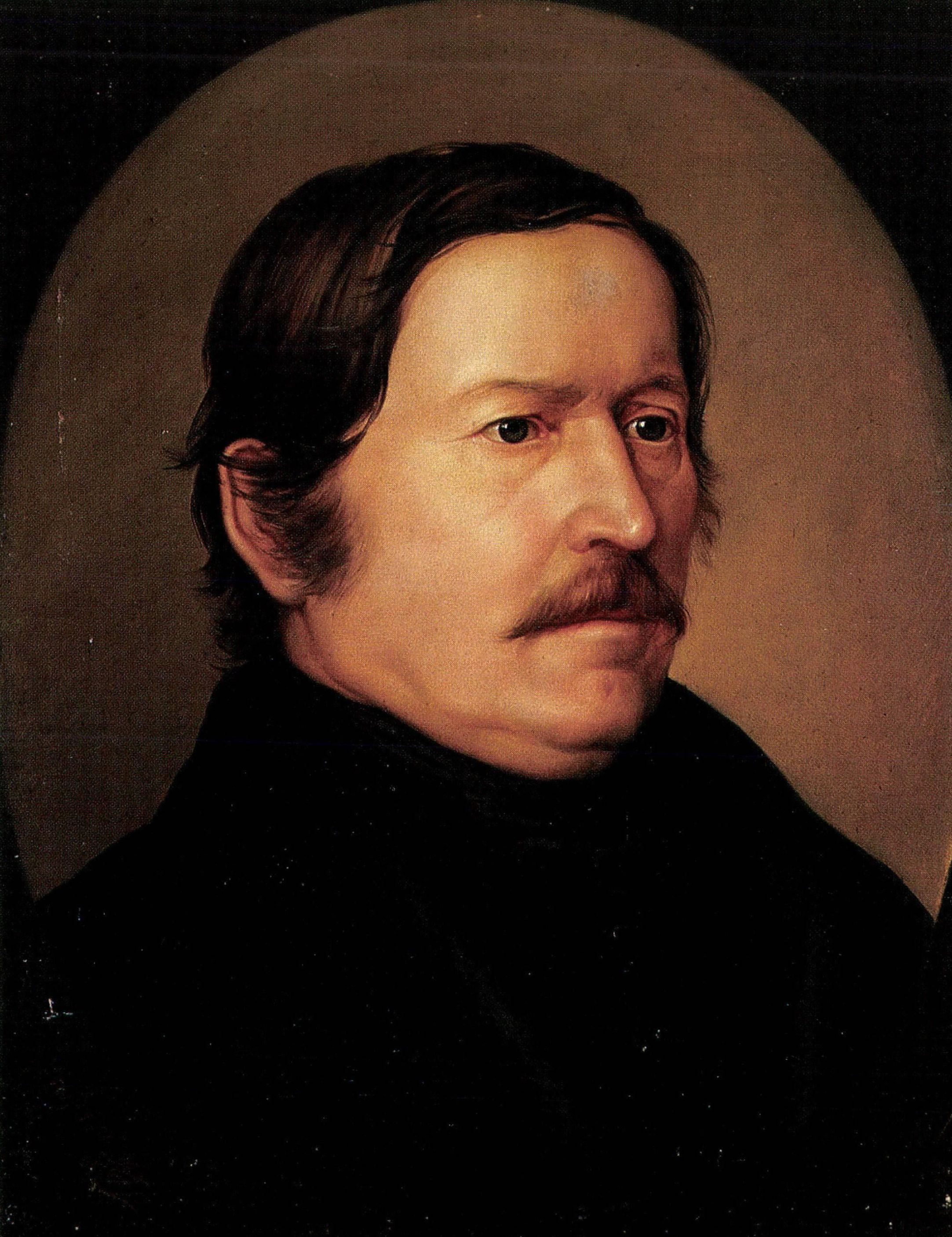
Édesapja Petrovics István
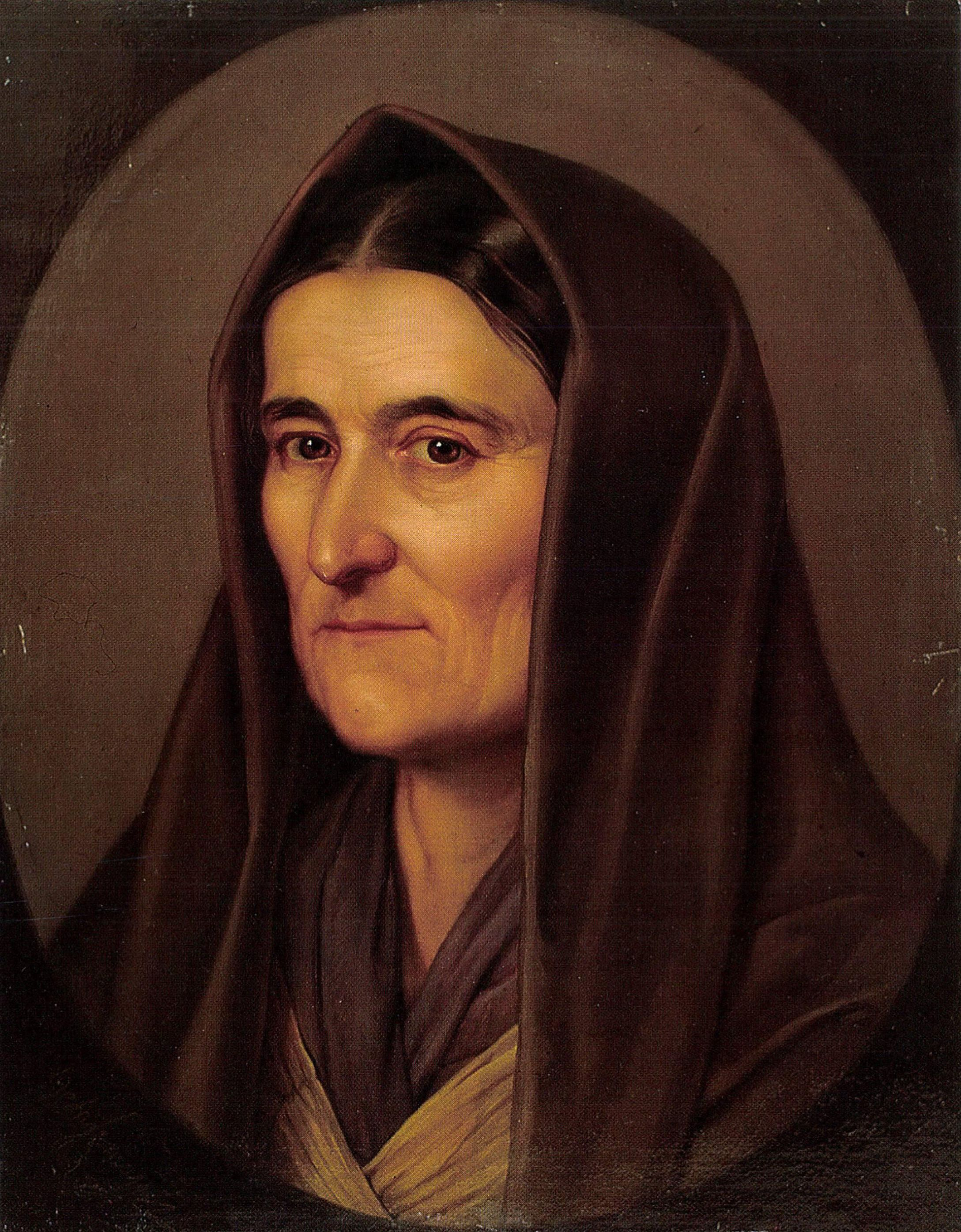
Édesanyja Hrúz Mária
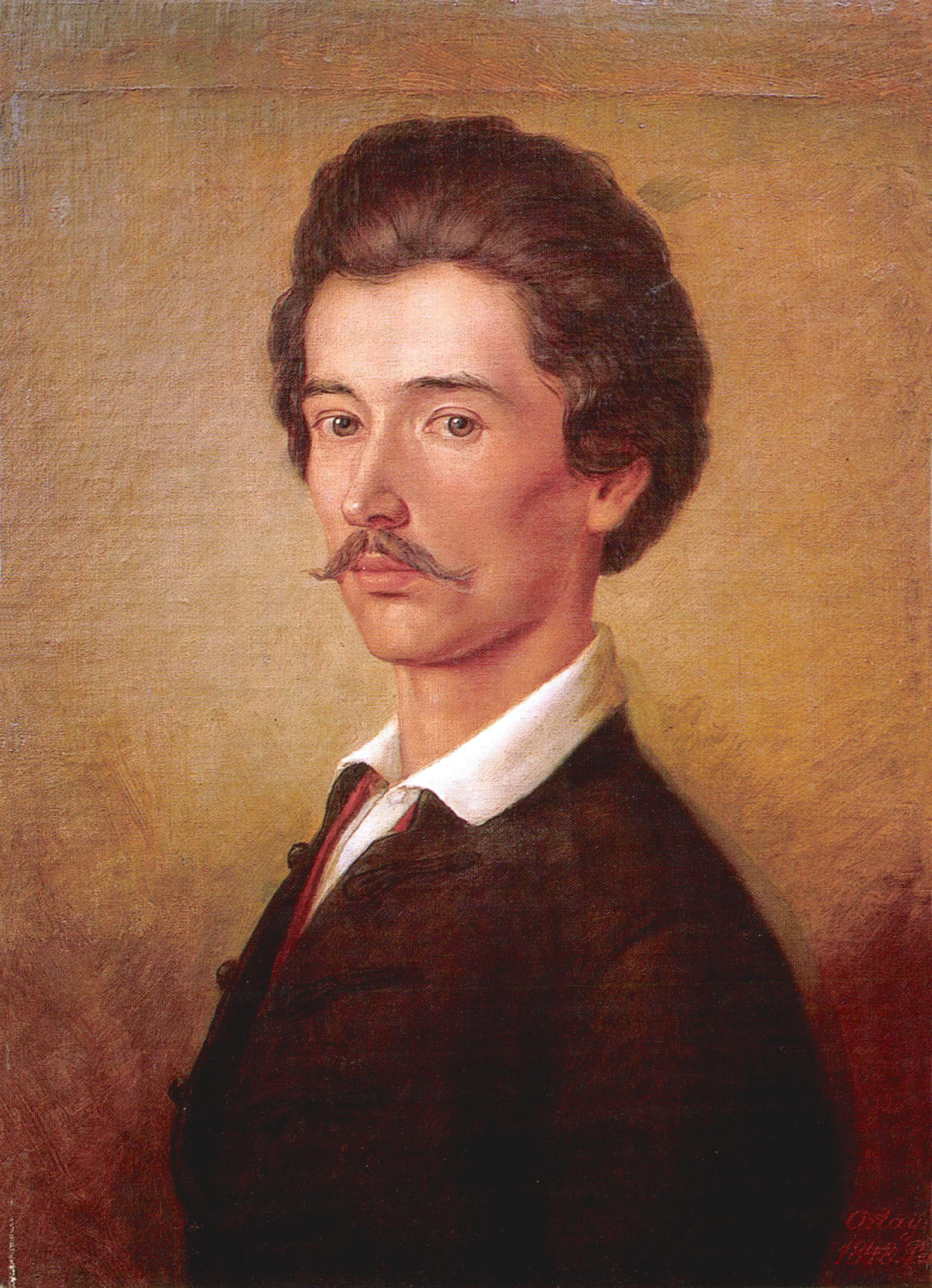
Testvérbátyja Petőfi Sándor költő
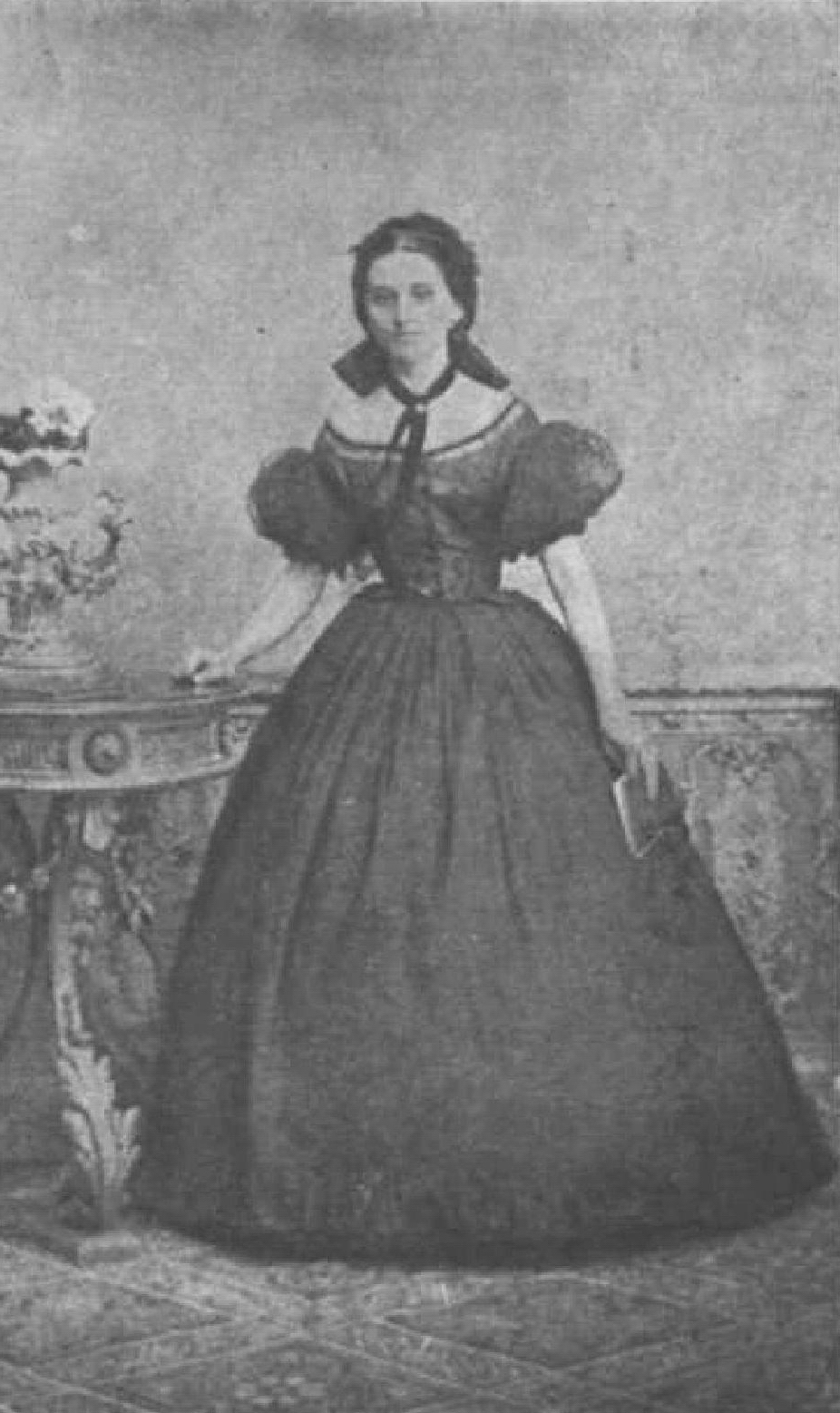
Gaylhoffer Antónia (1841–1918), Petőfi István neje
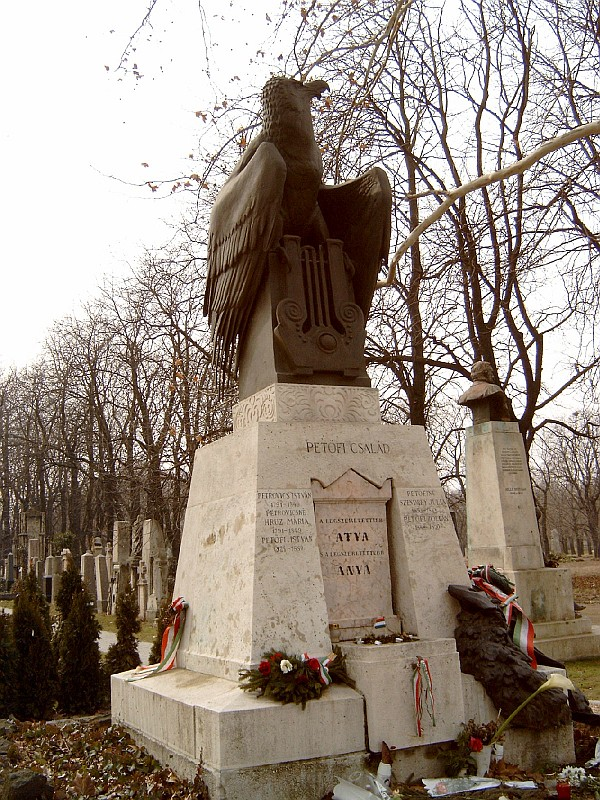
A Petőfi-család síremléke a Fiumei úti sírkertben

## A Petőfi–Horvát–Gyulai családok kapcsolata
| Petrovics István (1791–1849) | Petrovics István (1791–1849) | Petrovics István (1791–1849) | Petrovics István (1791–1849) | Petrovics István (1791–1849) | Petrovics István (1791–1849) |  |  | Hrúz Mária (1791–1849)    | Hrúz Mária (1791–1849)    | Hrúz Mária (1791–1849)    | Hrúz Mária (1791–1849)    | Hrúz Mária (1791–1849)    | Hrúz Mária (1791–1849)    |                           |                           |                            |                            |                            |                            | Horvát István (1784–1846)  | Horvát István (1784–1846)  | Horvát István (1784–1846) | Horvát István (1784–1846) | Horvát István (1784–1846)    | Horvát István (1784–1846)    |                              |                              | Szepessy Karolina             | Szepessy Karolina             | Szepessy Karolina             | Szepessy Karolina             | Szepessy Karolina             | Szepessy Karolina             |                           |                           | Szendrey Ignác (1800–1895) | Szendrey Ignác (1800–1895) | Szendrey Ignác (1800–1895) | Szendrey Ignác (1800–1895) | Szendrey Ignác (1800–1895) | Szendrey Ignác (1800–1895) |                           |                           | Gálovics Anna (1805–1849)  | Gálovics Anna (1805–1849)  | Gálovics Anna (1805–1849)  | Gálovics Anna (1805–1849)  | Gálovics Anna (1805–1849)  | Gálovics Anna (1805–1849)  |                           |                           |                           |                           |                        |                        |                        |                        |  |  |  |  |  |  |  |  |  |  |  |  |  |  |  |  |  |  |  |  |  |  |  |  |  |  |  |  |
| Petrovics István (1791–1849) | Petrovics István (1791–1849) | Petrovics István (1791–1849) | Petrovics István (1791–1849) | Petrovics István (1791–1849) | Petrovics István (1791–1849) |  |  | Hrúz Mária (1791–1849)    | Hrúz Mária (1791–1849)    | Hrúz Mária (1791–1849)    | Hrúz Mária (1791–1849)    | Hrúz Mária (1791–1849)    | Hrúz Mária (1791–1849)    |                           |                           |                            |                            |                            |                            | Horvát István (1784–1846)  | Horvát István (1784–1846)  | Horvát István (1784–1846) | Horvát István (1784–1846) | Horvát István (1784–1846)    | Horvát István (1784–1846)    |                              |                              | Szepessy Karolina             | Szepessy Karolina             | Szepessy Karolina             | Szepessy Karolina             | Szepessy Karolina             | Szepessy Karolina             |                           |                           | Szendrey Ignác (1800–1895) | Szendrey Ignác (1800–1895) | Szendrey Ignác (1800–1895) | Szendrey Ignác (1800–1895) | Szendrey Ignác (1800–1895) | Szendrey Ignác (1800–1895) |                           |                           | Gálovics Anna (1805–1849)  | Gálovics Anna (1805–1849)  | Gálovics Anna (1805–1849)  | Gálovics Anna (1805–1849)  | Gálovics Anna (1805–1849)  | Gálovics Anna (1805–1849)  |                           |                           |                           |                           |                        |                        |                        |                        |  |  |  |  |  |  |  |  |  |  |  |  |  |  |  |  |  |  |  |  |  |  |  |  |  |  |  |  |
|                              |                              |                              |                              |                              |                              |  |  |                           |                           |                           |                           |                           |                           |                           |                           |                            |                            |                            |                            |                            |                            |                           |                           |                              |                              |                              |                              |                               |                               |                               |                               |                               |                               |                           |                           |                            |                            |                            |                            |                            |                            |                           |                           |                            |                            |                            |                            |                            |                            |                           |                           |                           |                           |                        |                        |                        |                        |  |  |  |  |  |  |  |  |  |  |  |  |  |  |  |  |  |  |  |  |  |  |  |  |  |  |  |  |
|                              |                              |                              |                              |                              |                              |  |  |                           |                           |                           |                           |                           |                           |                           |                           |                            |                            |                            |                            |                            |                            |                           |                           |                              |                              |                              |                              |                               |                               |                               |                               |                               |                               |                           |                           |                            |                            |                            |                            |                            |                            |                           |                           |                            |                            |                            |                            |                            |                            |                           |                           |                           |                           |                        |                        |                        |                        |  |  |  |  |  |  |  |  |  |  |  |  |  |  |  |  |  |  |  |  |  |  |  |  |  |  |  |  |
|                              |                              |                              |                              |                              |                              |  |  |                           |                           |                           |                           |                           |                           |                           |                           |                            |                            |                            |                            |                            |                            |                           |                           |                              |                              |                              |                              |                               |                               |                               |                               |                               |                               |                           |                           |                            |                            |                            |                            |                            |                            |                           |                           |                            |                            |                            |                            |                            |                            |                           |                           |                           |                           |                        |                        |                        |                        |  |  |  |  |  |  |  |  |  |  |  |  |  |  |  |  |  |  |  |  |  |  |  |  |  |  |  |  |
| Petőfi István (1825–1880)    | Petőfi István (1825–1880)    | Petőfi István (1825–1880)    | Petőfi István (1825–1880)    | Petőfi István (1825–1880)    | Petőfi István (1825–1880)    |  |  | Petőfi Sándor (1823–1849) | Petőfi Sándor (1823–1849) | Petőfi Sándor (1823–1849) | Petőfi Sándor (1823–1849) | Petőfi Sándor (1823–1849) | Petőfi Sándor (1823–1849) |                           |                           | Szendrey Júlia (1828–1868) | Szendrey Júlia (1828–1868) | Szendrey Júlia (1828–1868) | Szendrey Júlia (1828–1868) | Szendrey Júlia (1828–1868) | Szendrey Júlia (1828–1868) |                           |                           | id. Horvát Árpád (1820–1894) | id. Horvát Árpád (1820–1894) | id. Horvát Árpád (1820–1894) | id. Horvát Árpád (1820–1894) | id. Horvát Árpád (1820–1894)  | id. Horvát Árpád (1820–1894)  |                               |                               | Szendrey Gyula (?–1850)       | Szendrey Gyula (?–1850)       | Szendrey Gyula (?–1850)   | Szendrey Gyula (?–1850)   | Szendrey Gyula (?–1850)    | Szendrey Gyula (?–1850)    |                            |                            |                            |                            |                           |                           | Szendrey Mária (1838–1866) | Szendrey Mária (1838–1866) | Szendrey Mária (1838–1866) | Szendrey Mária (1838–1866) | Szendrey Mária (1838–1866) | Szendrey Mária (1838–1866) |                           |                           | Gyulai Pál (1826–1909)    | Gyulai Pál (1826–1909)    | Gyulai Pál (1826–1909) | Gyulai Pál (1826–1909) | Gyulai Pál (1826–1909) | Gyulai Pál (1826–1909) |  |  |  |  |  |  |  |  |  |  |  |  |  |  |  |  |  |  |  |  |  |  |  |  |  |  |  |  |
| Petőfi István (1825–1880)    | Petőfi István (1825–1880)    | Petőfi István (1825–1880)    | Petőfi István (1825–1880)    | Petőfi István (1825–1880)    | Petőfi István (1825–1880)    |  |  | Petőfi Sándor (1823–1849) | Petőfi Sándor (1823–1849) | Petőfi Sándor (1823–1849) | Petőfi Sándor (1823–1849) | Petőfi Sándor (1823–1849) | Petőfi Sándor (1823–1849) |                           |                           | Szendrey Júlia (1828–1868) | Szendrey Júlia (1828–1868) | Szendrey Júlia (1828–1868) | Szendrey Júlia (1828–1868) | Szendrey Júlia (1828–1868) | Szendrey Júlia (1828–1868) |                           |                           | id. Horvát Árpád (1820–1894) | id. Horvát Árpád (1820–1894) | id. Horvát Árpád (1820–1894) | id. Horvát Árpád (1820–1894) | id. Horvát Árpád (1820–1894)  | id. Horvát Árpád (1820–1894)  |                               |                               | Szendrey Gyula (?–1850)       | Szendrey Gyula (?–1850)       | Szendrey Gyula (?–1850)   | Szendrey Gyula (?–1850)   | Szendrey Gyula (?–1850)    | Szendrey Gyula (?–1850)    |                            |                            |                            |                            |                           |                           | Szendrey Mária (1838–1866) | Szendrey Mária (1838–1866) | Szendrey Mária (1838–1866) | Szendrey Mária (1838–1866) | Szendrey Mária (1838–1866) | Szendrey Mária (1838–1866) |                           |                           | Gyulai Pál (1826–1909)    | Gyulai Pál (1826–1909)    | Gyulai Pál (1826–1909) | Gyulai Pál (1826–1909) | Gyulai Pál (1826–1909) | Gyulai Pál (1826–1909) |  |  |  |  |  |  |  |  |  |  |  |  |  |  |  |  |  |  |  |  |  |  |  |  |  |  |  |  |
|                              |                              |                              |                              |                              |                              |  |  |                           |                           |                           |                           |                           |                           |                           |                           |                            |                            |                            |                            |                            |                            |                           |                           |                              |                              |                              |                              |                               |                               |                               |                               |                               |                               |                           |                           |                            |                            |                            |                            |                            |                            |                           |                           |                            |                            |                            |                            |                            |                            |                           |                           |                           |                           |                        |                        |                        |                        |  |  |  |  |  |  |  |  |  |  |  |  |  |  |  |  |  |  |  |  |  |  |  |  |  |  |  |  |
|                              |                              |                              |                              |                              |                              |  |  |                           |                           |                           |                           |                           |                           |                           |                           |                            |                            |                            |                            |                            |                            |                           |                           |                              |                              |                              |                              |                               |                               |                               |                               |                               |                               |                           |                           |                            |                            |                            |                            |                            |                            |                           |                           |                            |                            |                            |                            |                            |                            |                           |                           |                           |                           |                        |                        |                        |                        |  |  |  |  |  |  |  |  |  |  |  |  |  |  |  |  |  |  |  |  |  |  |  |  |  |  |  |  |
|                              |                              |                              |                              |                              |                              |  |  |                           |                           |                           |                           | Petőfi Zoltán (1848–1870) | Petőfi Zoltán (1848–1870) | Petőfi Zoltán (1848–1870) | Petőfi Zoltán (1848–1870) | Petőfi Zoltán (1848–1870)  | Petőfi Zoltán (1848–1870)  |                            |                            | Horvát Attila (1851–1873)  | Horvát Attila (1851–1873)  | Horvát Attila (1851–1873) | Horvát Attila (1851–1873) | Horvát Attila (1851–1873)    | Horvát Attila (1851–1873)    |                              |                              | ifj. Horvát Árpád (1855–1887) | ifj. Horvát Árpád (1855–1887) | ifj. Horvát Árpád (1855–1887) | ifj. Horvát Árpád (1855–1887) | ifj. Horvát Árpád (1855–1887) | ifj. Horvát Árpád (1855–1887) |                           |                           | Horvát Viola (1857)        | Horvát Viola (1857)        | Horvát Viola (1857)        | Horvát Viola (1857)        | Horvát Viola (1857)        | Horvát Viola (1857)        |                           |                           | Horvát Ilona (1859–1945)   | Horvát Ilona (1859–1945)   | Horvát Ilona (1859–1945)   | Horvát Ilona (1859–1945)   | Horvát Ilona (1859–1945)   | Horvát Ilona (1859–1945)   |                           |                           |                           |                           |                        |                        |                        |                        |  |  |  |  |  |  |  |  |  |  |  |  |  |  |  |  |  |  |  |  |  |  |  |  |  |  |  |  |
|                              |                              |                              |                              |                              |                              |  |  |                           |                           |                           |                           | Petőfi Zoltán (1848–1870) | Petőfi Zoltán (1848–1870) | Petőfi Zoltán (1848–1870) | Petőfi Zoltán (1848–1870) | Petőfi Zoltán (1848–1870)  | Petőfi Zoltán (1848–1870)  |                            |                            | Horvát Attila (1851–1873)  | Horvát Attila (1851–1873)  | Horvát Attila (1851–1873) | Horvát Attila (1851–1873) | Horvát Attila (1851–1873)    | Horvát Attila (1851–1873)    |                              |                              | ifj. Horvát Árpád (1855–1887) | ifj. Horvát Árpád (1855–1887) | ifj. Horvát Árpád (1855–1887) | ifj. Horvát Árpád (1855–1887) | ifj. Horvát Árpád (1855–1887) | ifj. Horvát Árpád (1855–1887) |                           |                           | Horvát Viola (1857)        | Horvát Viola (1857)        | Horvát Viola (1857)        | Horvát Viola (1857)        | Horvát Viola (1857)        | Horvát Viola (1857)        |                           |                           | Horvát Ilona (1859–1945)   | Horvát Ilona (1859–1945)   | Horvát Ilona (1859–1945)   | Horvát Ilona (1859–1945)   | Horvát Ilona (1859–1945)   | Horvát Ilona (1859–1945)   |                           |                           |                           |                           |                        |                        |                        |                        |  |  |  |  |  |  |  |  |  |  |  |  |  |  |  |  |  |  |  |  |  |  |  |  |  |  |  |  |
|                              |                              |                              |                              |                              |                              |  |  |                           |                           |                           |                           |                           |                           |                           |                           |                            |                            |                            |                            |                            |                            |                           |                           |                              |                              |                              |                              |                               |                               |                               |                               |                               |                               |                           |                           |                            |                            |                            |                            |                            |                            |                           |                           |                            |                            |                            |                            |                            |                            |                           |                           |                           |                           |                        |                        |                        |                        |  |  |  |  |  |  |  |  |  |  |  |  |  |  |  |  |  |  |  |  |  |  |  |  |  |  |  |  |
|                              |                              |                              |                              |                              |                              |  |  |                           |                           |                           |                           |                           |                           |                           |                           |                            |                            |                            |                            |                            |                            |                           |                           |                              |                              |                              |                              |                               |                               |                               |                               | Gyulai Aranka (1859–1915)     | Gyulai Aranka (1859–1915)     | Gyulai Aranka (1859–1915) | Gyulai Aranka (1859–1915) | Gyulai Aranka (1859–1915)  | Gyulai Aranka (1859–1915)  |                            |                            | Gyulai Kálmán (1861–1897)  | Gyulai Kálmán (1861–1897)  | Gyulai Kálmán (1861–1897) | Gyulai Kálmán (1861–1897) | Gyulai Kálmán (1861–1897)  | Gyulai Kálmán (1861–1897)  |                            |                            | Gyulai Margit (1862–1885)  | Gyulai Margit (1862–1885)  | Gyulai Margit (1862–1885) | Gyulai Margit (1862–1885) | Gyulai Margit (1862–1885) | Gyulai Margit (1862–1885) |                        |                        |                        |                        |  |  |  |  |  |  |  |  |  |  |  |  |  |  |  |  |  |  |  |  |  |  |  |  |  |  |  |  |